# Paul Ditisheim
Paul Ditisheim, né le 28 octobre 1868 à La Chaux-de-Fonds et mort le 7 février 1945 à Genève, est un horloger suisse, renommé pour ses travaux de mécanique horlogère et pour avoir fondé les manufactures Solvil et Titus.

## Biographie
Né le 28 octobre 1868 à La Chaux-de-Fonds, Paul Ditisheim est le fils de l'horloger Gaspard Ditisheim, fondateur de la marque d'horlogerie Vulcain, dont les montres furent portées notamment par les présidents américains Dwight Eisenhower, Harry Truman, Richard Nixon et Lyndon Johnson. Les Ditisheim sont une des familles juives appartenant aux élites de l’industrie horlogère à La Chaux-de-Fonds. Après son apprentissage effectué à l'école d'horlogerie de La Chaux-de-Fonds, Paul séjourne successivement aux Ponts-de-Martel, puis à Berlin et à Coventry.
De retour à La Chaux-de-Fonds, il intègre la fabrique Vulcain puis lance sa propre entreprise en 1892-1893. Cette dernière porte la raison sociale "Paul Ditisheim". Il travaille alors avec les régleurs Werner A. Dubois et Auguste Bourquin. En accord avec l'observatoire cantonal de Neuchâtel, il installe dans son atelier un récepteur du signal de l'heure en 1893. Il prend part dès 1895 aux concours de chronométrie de l'établissement scientifique.
Au début du XXe, Paul Ditisheim s'oriente vers la fabrication de chronomètres de marine. Il livre dès lors des pièces de haute précision aux instituts géographiques et aux expéditions scientifiques. Paul Ditisheim suit de près les questions de chronométrie. En 1930, Paul Ditisheim cède les manufactures Solvil et Titus et Paul Ditisheim à l'entrepreneur et industriel Paul Bernard Vogel. Puis il part pour Paris pour poursuivre ses recherches autour de l'élaboration des huiles employées en horlogerie, en collaboration avec le professeur Paul Woog. Ensemble, ils introduisent de nouveaux procédés de lubrification. Avec le début de la Seconde guerre mondiale, Paul Ditisheim  se retrouve persécuté, en raison d’être juif. Il se réfugie à Nice où il poursuit ses recherches. Paul Ditisheim meurt en 1945 à Genève.

## L'inventeur
Paul Ditisheim participe activement aux plus grandes innovations techniques horlogères de son temps : il révolutionne la précision des chronomètres grâce à ses travaux sur la pression atmosphérique et les champs magnétiques qui lui permettent de mettre au point le balancier à compensation fixe, l'instrument de mesure du temps le plus précis de son époque.
Paul Ditisheim collabore aussi étroitement avec le Prix Nobel de physique Charles Édouard Guillaume. Le professeur Andrade de l'Observatoire astronomique de Besançon, considéra ainsi que les montres Solvil à balancier affixe-élinvar - construit grâce à une boîte antimagnétique en « Permalley » afin de compenser la qualité magnétique de l'« Invar » - « constitu(ai)ent le plus grand progrès de la chronométrie moderne ».
Les productions de Paul Ditisheim reçurent 42 prix des observatoires astronomiques ainsi que d'innombrables récompenses pour leur exceptionnel précision, dont :
- en 1900, le Grand Prix de l'Exposition Universelle de Paris ;
- en 1903, les premiers prix des concours chronométriques des observatoires de Kew et Neuchâtel ;
- en 1912, le record chronométrique mondial (world’s chronometric record) de l'Observatoire royal de Kew[5].

## Liste des publications de Paul Ditisheim
- Correction de l'erreur secondaire de compensation des chronomètres par l'emploi du balancier Guillaume, La Chaux-de-Fonds, 1902.
- La variation des chronomètres avec la pression atmosphérique. Correction de cette variation, Journal suisse d'horlogerie, 1904.
- La variation des chronomètres avec la pression atmosphérique et la correction de cette variation, Genève, 1904.
- Les chronomètres de petit format, essai d'une détermination de la différence de longitude Paris-Neuchâtel, Journal suisse d'horlogerie, 1905.
- Transmission télégraphique et radiotélégraphiste de l'heure, Journal suisse d'horlogerie, 1917.
- et G. A. Berner, Les horlogers de précision, Neuchâtel, 1917.
- Chronomètre à ancre battant la seconde, Actes de la Société helvétique des sciences naturelles, Berne, 1922.
- Demonstration of a new balance for compensating the temperature error of watches and chronometers, and a centre-seconds marine chronometer with electric contacts, Proceedings of the Physical Society of London, vo.35, 15 août 1923.
- Le progrès du réglage des chronomètres et des montres, La Science moderne, Paris, mai 1925.
- Le procès du réglage des chronomètres et des montres, Paris, 1925.
- Correction de l'effet du champ magnétique sur la marche des montres, Bulletin de l'Académie des sciences, 5, XI, Paris, 1928.
- État actuel de la question du graissage en horlogerie. Compagnie française de raffinage. Le Laboratoire central, Annales françaises de chronométrie, Besançon, 1931.
- Lubrification des montres et d'autres appareils, fonctionnant aux basses températures, Besançon, 1935.
- La mesure des longitudes et les chronomètres de bord, Journal suisse d'horlogerie, n11-12, 1943.
- La mesure des longitudes et les chronomètres de bord, Journal suisse d'horlogerie, n7-8, 1944.
- Le spiral réglant et le balancier depuis Huygens jusqu'à nos jours, Genève, 1945.

## Sources et références
- (en) « Brand Story Solvil et Titus », sur Solvil et Titus, 2017-2021 (consulté le 1er juin 2021).
- Estelle Fallet, « Les travaux chronométriques de Paul Ditisheim et l'influence de la pression barométrique », dans Estelle Fallet, Le Temps en mer et les horlogers suisses, La Chaux-de-Fonds, Institut l'Homme et le Temps, 1995 (ISBN 2-940088-03-9), p. 262-266.
- Fritz von Osterhausen, Paul Ditisheim, chronométrier, Neuchâtel, éditions A. Simonin, 2003 (ISBN 2883800200).